# Bukowina-Osiedle
Bukowina-Osiedle (slovensky a maďarsky Bukovina) je obec (starostenství) v gmině Raba Wyżna v okrese Nowy Targ, který je součástí Malopolského vojvodství. V obci se hovoří oravským nářečím.

## Historie
První písemná zmínka o obci pochází z roku 1565. Do roku 1918 byla obec součástí Uherska, poté byla součástí první československé republiky. Od roku 1920 do roku 1939 byla součástí druhé polské republiky. V letech 1939 až 1945 byla součástí Slovenska.